# I candelabri dello zar
I candelabri dello zar (The Emperor's Candlesticks) è un film del 1937 diretto da Geo. Fitzmaurice (George Fitzmaurice).

## Trama
Dopo il sequestro da parte di cospiratori polacchi del figlio dello zar, s'ingaggia a San Pietroburgo un duello tra spie in caccia di documenti nascosti in due candelabri che passano di mano in mano.

## Produzione
Il film è stato prodotto dalla Metro-Goldwyn Pictures Corporation.

## Distribuzione
La pellicola è stata distribuita in diversi paesi con date e titoli differenti:
- USA 2 luglio 1937 The Emperor's Candlesticks
- Francia 22 dicembre 1937 Le secret des chandeliers
- Portogallo 15 marzo 1938 Os Candelabros do Imperador
- Finlandia 18 settembre 1938 Keisarin nimessä
- Spagna 11 giugno 1945 (Madrid) El secreto del candelabro

Oltre alla messa in onda al cinema, il film è stato anche recitato a teatro nel 1937 in vari paesi (come USA, Regno Unito, Austria, Francia). Inoltre la Warner Home Video nel 2010 mette in vendita negli States il DVD della pellicola.